# Parc quasi national de Niseko-Shakotan-Otaru Kaigan
Le parc quasi national de Niseko-Shakotan-Otaru Kaigan (ニセコ積丹小樽海岸国定公園, Niseko Shakotan Otaru Kaigan Kokutei Kōen) est un parc quasi national situé dans la partie Nord de la péninsule de Shakotan, sur l'île de Hokkaidō au Japon. Créé le 24 juillet 1963, il s'étend sur 190,09 km2.